# Feliciano Palacios y Sojo
 Feliciano Palacios de Aguirre y Ariztía-Sojo y Gil de Arratia  o simplemente como Feliciano Palacios y Sojo (Caracas, Provincia de Venezuela, 12 de octubre de 1730 – Caracas, Capitanía General de Venezuela, 5 de diciembre de 1793) fue un noble venezolano,  abuelo materno y padrino de Simón Bolívar.

## Biografía
Nació en 1730 en Caracas. Era hijo de Feliciano Palacios de Aguirre y Ariztía-Sojo y Gedler  (1689 – 1756) y de su esposa Isabel Gil de Arratia y Aguirre-Villela (n. 1698 - ?). Contrajo matrimonio el 1 de junio de 1758 con Francisca Blanco de Herrera, hija de Mateo José Blanco y Fernández de Araújo y de su esposa Isabel Clara de Herrera y Liendo. Entre sus hermanos se cuenta Pedro Palacios y Sojo (Guatire, 1739 – Chacao, 1799), conocido como “El Padre Sojo”, quien fue el iniciador de los estudios de música en Venezuela. Era descendiente del Infante  Don Juan Manuel de Castilla –nieto de Fernando III de Castilla–) 
Feliciano Palacios tuvo once hijos: María de la Concepción Palacios y Blanco (Caracas, 1758 – Caracas, 1792), casada con Juan Vicente Bolívar y Ponte, padres de Simón Bolívar; María de Jesús Palacios y Blanco (Caracas, 1760 – Caracas, 1811), María Josefa Palacios y Blanco (f. 1824, Caracas), casada en 1796 con José Félix Ribas;   Carlos Palacios y Blanco (Caracas, 1762, Capaya, 1805), María Ignacia Palacios y Blanco (f. 1829, Caracas), casada con Antonio José Ribas Herrera; Feliciano Palacios y Blanco (Caracas, 1763 – Caracas, 1838), Esteban Palacios y Blanco (Caracas, 1768 – Cádiz, 1830), Ana María Palacios y Blanco (n. Chacao, 1769), Francisco Palacios y Blanco, Pedro Palacios y Blanco (Caracas, 1770 – Curiepe, 1811) y María Paula Palacios y Blanco (f. 1826).
Feliciano Palacios fue Capitán de la Primera Compañía de Criollos de Caracas en 1751; Tesorero de la Santa Cruzada y alcalde Ordinario de su ciudad natal en 1752; Regidor perpetuo y en sus últimos años Alférez Real de Caracas.  
Tras la muerte de su hija María de la Concepción Palacios en julio de 1792, él quedó con la responsabilidad de los cuatro hijos de ésta: Simón Bolívar, Juan Vicente Bolívar Palacios, Juana Nepomucena Bolívar Palacios y María Antonia Bolívar Palacios. Meses después enfermó y se apresuró en casar a las dos nietas. Envió a Juan Vicente al Batallón de Milicias Blancas de los Valles de Aragua y nombró a Carlos Palacios y Blanco como tutor cuando ya él no estuviera.  Así sucedió a partir del 5 de diciembre de 1793 cuando falleció.
Entre sus descendientes se encuentran: Gustavo Vollmer Herrera, Eugenio Mendoza Goiticoa, Eduardo Mendoza Goiticoa, Leopoldo López y  Thor Halvorssen Mendoza